# Бартаз (село)
Бартаз (азерб. Bartaz) — село в Зангеланском районе Азербайджана. Расположено в административно-территориальном округе села Бартаз.

## География
Село находится на левом берегу реки Бартаз, в 34 км к юго-западу от города Зангелан.

## История
Согласно результатам Азербайджанской сельскохозяйственной переписи 1921 года, Бартаз Ордаклинского сельского общества Кубатлинского уезда Азербайджанской ССР населяли 581 человек (175 хозяйств), преобладающая национальность — тюрки азербайджанские (азербайджанцы).
По административному делению 1961 года село Бартаз являлось центром Бартазского сельсовета Зангеланского района Азербайджанской ССР, в который также входили населённые пункты Вежнали, Каргулу, Эмирханлы, посёлки, при ж.д. ст. Агбент и при ж.д. рз. Бартаз.
По данным на 1976 год в Бартазе проживало 654 человека. Были развиты: выращивание сельскохозяйственных культур, шелководство и животноводство. Имелись средняя школа, библиотека, клуб и другие объекты инфраструктуры.
В ходе Первой карабахской войны село перешло под контроль непризнанной НКР. Согласно административно-территориальному делению непризнанной Нагорно-Карабахской Республики входило в Кашатагский район НКР.
22 октября 2020 года Президент Азербайджана Ильхам Алиев объявил, что в ходе Второй карабахской войны азербайджанская армия вернула контроль над селом.

## Топонимика
Село появилось в результате поселения семей из Ордубадского и Самухского районов в местечке Пари Бартаз. Поселение получило своё название от одноимённой горы в этой местности.